# Dusko Popov

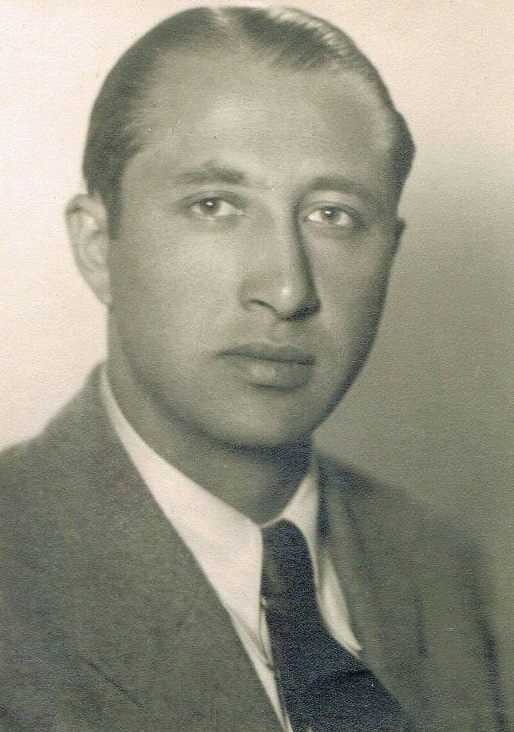
Dusko Popov

Dušan "Duško" Popov, em sérvio cirílico Душан Попов, (Titel, Sérvia, 1912 — Opio, França, 1981) foi um espião sérvio que atuou como agente triplo durante a Segunda Guerra Mundial, transmitindo informações falsas para os nazistas enquanto espionava para os Aliados (mais especificamente, para os britânicos). Popov levava um estilo de vida boêmio, sendo frequentemente visto em lugares badalados e acompanhado de belas mulheres. Ele foi a principal inspiração de Ian Fleming ao criar a sua célebre personagem James Bond. Eles se conheceram durante o conflito, quando o escritor fazia parte da Inteligência Naval Britânica. Conheceram-se em Lisboa no Casino do Estoril (designado casino Royale por Ian Fleming), importante ponto de encontro para os espiões e para as famílias reais da Europa durante a Segunda Guerra Mundial.
Os alemães foram os primeiros a recrutar Popov, mas como o iugoslavo era extremamente antipático ao Eixo, ele aceitou o trabalho e imediatamente ofereceu seus serviços ao Reino Unido. Atuava sob o codinome Tricycle que, segundo alguns, fora adotado pelos nazistas devido à frequência com que Popov conseguia ter duas mulheres na sua cama. Uma outra versão dá conta de que esse codinome se deve ao fato de ele ter recrutado dois sub-agentes, "Balloon" e "Gelatine", atuando, dessa forma, como as três rodas de um triciclo.
O fato é que da sua lista de colaboradores, faziam parte, também, seu próprio irmão Ivan Popov, conhecido como "Dreadnought", "Meteor", seu operador de rádio "Freak" e seu próprio controlador alemão Johann Jebsen, a quem convenceu atuar como agente-duplo, sendo integrado ao organograma do MI5 com o codinome "Artist" em 1943. As confidências de Jebsen foram responsáveis por grande parte do sucesso de Tricycle na tarefa de conseguir valiosa informação dos nazistas.
Em 1941 Popov obteve um relatório alemão que descrevia detalhadamente o ataque surpresa que a força aérea do Japão faria contra a base naval americana de Pearl Harbor no Havai. Ele levou um mês para finalmente conseguir uma reunião com o então diretor do FBI, John Edgar Hoover. Hoover, que já conhecia o estilo de vida que Popov levava, achou que o relatório era suspeitosamente detalhado e desconsiderou a informação nele contida. A reunião acabou numa discussão acalorada. Quando Duško Popov estava voltando de uma viagem ao Brasil, no dia 7 de dezembro de 1941, o ataque japonês foi deflagrado. Essa era a data prevista pelo relatório.
"Tricycle" também participou de forma valiosa na Operação Fortitude, que precedeu a Operação Overlord (Dia D), juntamente com outros agentes-duplos, tais como "Garbo" (Juan Pujol García), "Brutus" (Armand Walenty), "Tate" (Wulf Schmidt), "Treasure" (Nathalie Sergeyev, única mulher do grupo), e outros que formavam o Comitê da Cruz Dupla. Devido, todavia, à natureza de suas atividades, eles não se conheciam.
Popov morreu deixando a esposa e três filhos. Como compensação pelo seu trabalho durante a guerra, Popov obteve a nacionalidade britânica e foi condecorado com a medalha da Ordem do Império Britânico durante uma cerimônia informal no bar do Hotel Ritz (Londres), em 28 de novembro de 1947. A sua autobiografia foi publicada em 1974 no livro Spy, Counterspy.